# Liste der Naturdenkmale in Flacht
Die Liste der Naturdenkmale in Flacht nennt die im Gemeindegebiet von Flacht ausgewiesenen Naturdenkmale (Stand 20. Mai 2024).

## Naturdenkmale
| Nr.         | Bezeichnung | Lage                                                    | Beschreibung                                                      | Bild                                    |
| ----------- | ----------- | ------------------------------------------------------- | ----------------------------------------------------------------- | --------------------------------------- |
| ND-7141-407 | Walnussbaum | nördlich des Ortes; Flur Unter den langen Strichen Lage | Juglans regia, um 1860 gepflanzt, 24 m hoch bei 1,1 m Durchmesser | Direkt Bild zu diesem Denkmal hochladen |

## Ehemalige Naturdenkmale
| Nr. | Bezeichnung | Lage                         | Beschreibung                                                             | Bild                                    |
| --- | ----------- | ---------------------------- | ------------------------------------------------------------------------ | --------------------------------------- |
|     | Dorflinden  | Hauptstraße, bei Nr. 23 Lage | Tilia cordata, zwei Bäume; vor 2002 gefällt, Rechtsverordnung aufgehoben | Direkt Bild zu diesem Denkmal hochladen |